# Lookout! Records
Lookout! Records je americké hudební vydavatelství založené v roce 1988 muzikantem a hudebním producentem Larrym Livermorem se sídlem v Berkeley v Kalifornii. Lookout! Records se zpecializovali především na punk rock. Jako nejznámější kapely Lookout! Records lze uvést např. skupinu Green Day. Později v 90. letech 20. století se společnost soustředila především na vydávání mainstreamové hudby.